# Rotfallssjön
Rotfallssjön är en sjö i Sala kommun i Västmanland och ingår i Dalälvens huvudavrinningsområde. Sjön har en area på 0,116 kvadratkilometer och ligger 91,1 meter över havet. Sjön avvattnas av vattendraget Storån.

## Delavrinningsområde
Rotfallssjön ingår i det delavrinningsområde (666659-153646) som SMHI kallar för Ovan Mårtsbobäcken. Medelhöjden är 91 meter över havet och ytan är 7,25 kvadratkilometer. Det finns ett avrinningsområde uppströms, och räknas det in blir den ackumulerade arean 16,59 kvadratkilometer. Storån som avvattnar avrinningsområdet har biflödesordning 2, vilket innebär att vattnet flödar genom totalt 2 vattendrag innan det når havet efter 123 kilometer. Avrinningsområdet består mestadels av skog (77 procent). Avrinningsområdet har 0,2 kvadratkilometer vattenytor vilket ger det en sjöprocent på 2,7 procent.